# Vojislav Melić
Vojislav Melić   (Šabac, 5 de gener de 1940 - Belgrad, 6 d'abril de 2006) fou un futbolista serbi de la dècada de 1960.
Fou 27 cops internacional amb la selecció de futbol de Iugoslàvia amb la qual participà a la Copa del Món de Futbol de 1962.
Pel que fa a clubs, defensà els colors de FK Crvena Zvezda i FC Sochaux.